# 28 Pułk Piechoty (PSZ)
28 Pułk Piechoty (28 pp) – oddział piechoty Polskich Sił Zbrojnych w ZSRR.

## Formowanie i zmiany organizacyjne
W ramach II fazy rozbudowy Armii Polskiej w ZSRR w dniu 17 grudnia 1941 roku podjęto decyzję o formowaniu 10 Dywizji Piechoty. W dniu 13 stycznia 1942 roku wyznaczona wcześniej grupa zawiązków poszczególnych jednostek dywizji, składająca się z wyznaczonych oficerów i podoficerów z 5 i 6 Dywizji Piechoty, wyjechała do rejonu formowania w miejscowości Ługowaja, w obwodzie dżambulskim (Kazachska Socjalistyczna Republika Radziecka). Od 19 stycznia rozpoczęto przygotowywać wyznaczony garnizon na przyjęcie poborowych. W dniu 25 stycznia 1942 dowódca dywizji wydał Rozkaz Organizacyjny Nr 1, na jego podstawie, pod dowództwem ppłk Henryka Borowika przystąpiono do formowania 28 pułku piechoty w składzie 10 Dywizji Piechoty. Pułk miał być całkowicie wyposażony i uzbrojony przez Armię Brytyjską w związku z czym organizowany był według etatów brytyjskich. Od 28 stycznia 1942 roku rozpoczęto wcielanie poborowych i ochotników, do 7 marca do 28 pułku przydzielono przez komisje poborową i przeglądową 46 oficerów 846 szeregowych. Wraz z prowadzonym poborem, wybuchła również epidemia tyfusu plamistego. W pułku prowadzono pracę organizacyjną i okresowo podstawowe szkolenie, a także starano się poprawić warunki sanitarne i żywnościowe. Wydano wcielonym żołnierzom kompletne umundurowanie brytyjskie, natomiast broni i wyposażenia pułk nie otrzymał wcale. Zmagano się w pułku z wieloma problemami tj. braku: zakwaterowania, środków transportowych, miejsc w szpitalach, żywności. Ponadto zwalczano pijaństwo i inne zachowania karygodne. 
W ramach I ewakuacji Armii Polskiej, w dniu 27 marca 1942 r. 28 pułk piechoty poprzez Krasnowodzk został ewakuowany drogą morską do Pahlevi w Iranie. Następnie 25 kwietnia 1942 r. rozpoczęto jego transport do Palestyny. W maju 1942 r. 28 pułk piechoty został rozwiązany, ponad połowa żołnierzy wywodząca się pułku została rozdysponowana do oddziałów 3 Dywizji Strzelców Karpackich i innych jednostek Wojska Polskiego na Środkowym Wschodzie. Natomiast 3 oficerów i 499 szeregowych pod dowództwem kpt. Franciszka Trojana w dniu 12 czerwca 1942 r. zostało przetransportowanych do Wielkiej Brytanii i zasiliło szeregi I Korpusu Polskiego.

## Żołnierze pułku
Dowódca pułku
- ppłk Henryk Borowik[4]

Zastępca dowódcy pułku
- kpt. Franciszek Trojan[4]

Dowódcy batalionów
- Dowódca I batalionu – kpt. Henryk Kloze[4]
- Dowódca II batalionu – por. Marian Baran[4]
- Dowódca III batalionu – kpt. Józef Stefan[4]
- Dowódca batalionu ckm – kpt. Karol Hareńczyk[4]